# Trekvogelreservaat

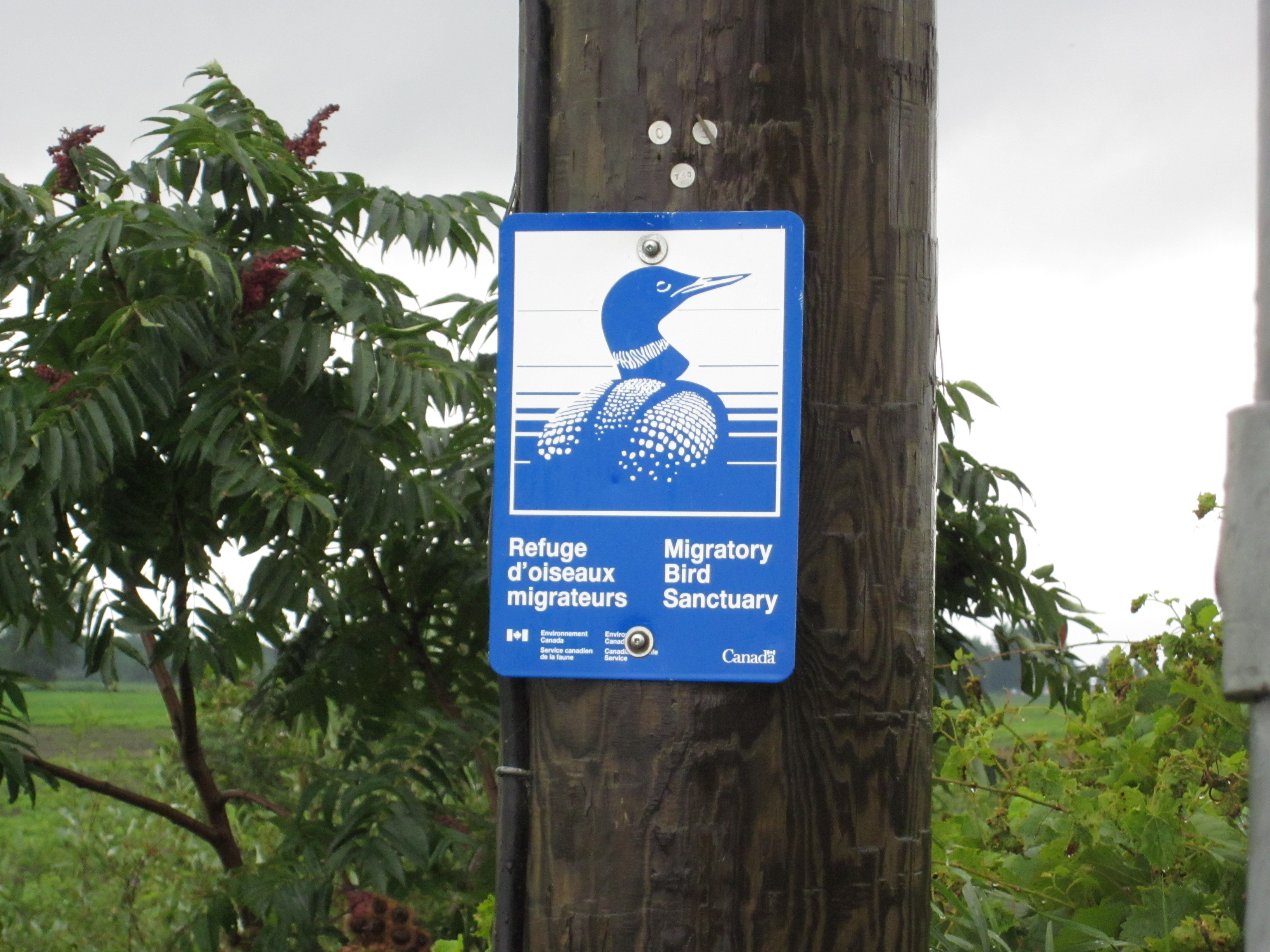
Bord dat de grens van een trekvogelreservaat aangeeft

Een trekvogelreservaat (Engels: Migratory Bird Sanctuary (MBS); Frans: refuge d'oiseaux migrateurs (ROM)) is de naam van natuurreservaten ter bescherming van trekvogels in Canada. Deze door de federale overheid beschermde gebieden zijn broedplaatsen waar onder meer jagen verboden is. Deze gebieden worden beheerd door de Canadian Wildlife Service.
Canada telt 92 trekvogelreservaten die tezamen een oppervlakte van meer dan 112.000 km² beschermen. Een groot deel van deze reservaten beschermt eilanden, meren, baaien of delen van een rivier. Verschillende reservaten zijn erkend als Important Bird Area en sommigen als Ramsarlocatie.

## Lijst van trekvogelreservaten
Onderstaande tabel bevat een sorteerbare lijst van alle Canadese trekvogelreservaten. Reservaten aangeduid met een gouden kleur zijn of maken deel uit van een Ramsarlocatie. Reservaten met een groene kleur zijn of maken deel uit van een biosfeerreservaat.
| Trekvogelreservaat                 | Provincie/Territorium    | Oppervlakte km² | Oprichting | Opmerking                                                                                         |
| ---------------------------------- | ------------------------ | --------------- | ---------- | ------------------------------------------------------------------------------------------------- |
| Akimiski Island                    | Nunavut                  | 3.367,00        | 1941       | IBA Akimiski Island                                                                               |
| Amherst Point                      | Nova Scotia              | 4,29            | 1947       | overlappend met het Chignecto National Wildlife Area IBA Upper Cumberland Basin                   |
| Anderson River Delta               | Northwest Territories    | 1.025,00        | 1961       | IBA Anderson River Delta                                                                          |
| Baie-de-Brador                     | Quebec                   | 5,59            | 1925       | IBA Baie de Brador                                                                                |
| Baie-des-Loups                     | Quebec                   | 38,59           | 1925       | IBA Baie des Loups                                                                                |
| Banks Island Nr .1                 | Northwest Territories    | 19.997,00       | 1961       | IBA Banks Island                                                                                  |
| Banks Island Nr. 2                 | Northwest Territories    | 170,00          | 1961       | IBA Thomsen River                                                                                 |
| Basin and Middle Lakes             | Saskatchewan             | 87,20           | 1925       | IBA Basin and Middle Lakes                                                                        |
| Beckett Creek                      | Ontario                  | 1,03            | 1969       |                                                                                                   |
| Betchouane                         | Quebec                   | 4,34            | 1925       | overlappend met het Nationaal Park Mingan Archipelago IBA Betchouane                              |
| Big Glace Bay Lake                 | Nova Scotia              | 2,40            | 1939       | IBA Big Glace Bay Lake                                                                            |
| Black Pond                         | Prince Edward Island     | 1,30            | 1936       |                                                                                                   |
| Boatswain Bay                      | Quebec Nunavut           | 162,89          | 1941       | IBA Boatswain Bay                                                                                 |
| Bylot Island                       | Nunavut                  | 12.635,00       | 1965       | IBA Cape Hay, IBA Southwest Bylot Island en IBA Cape Graham Moore                                 |
| Cap-Saint-Ignace                   | Quebec                   | 1,30            | 1925       | IBA Cap Saint-Ignace                                                                              |
| Cape Parry                         | Northwest Territories    | 2,00            | 1961       | IBA Cape Parry                                                                                    |
| Chantry Island                     | Ontario                  | 0,81            | 1957       | IBA Chantry Island                                                                                |
| Christie Islet                     | Brits-Columbia           | 0,001           | 1962       |                                                                                                   |
| Dewey Soper                        | Nunavut                  | 7.930,00        | 1957       | IBA Great Plain of the Koukdjuak                                                                  |
| Duncairn Reservoir                 | Saskatchewan             | 15,46           | 1948       |                                                                                                   |
| East Bay                           | Nunavut                  | 1.138,00        | 1959       | IBA East Bay                                                                                      |
| Eleanor Island                     | Ontario                  | 0,01            | 1971       | overlappend met het Eleanor Island National Wildlife Area                                         |
| Esquimalt Lagoon                   | Brits-Columbia           | 1,30            | 1931       |                                                                                                   |
| George C. Reifel                   | Brits-Columbia           | 6,48            | 1967       | IBA Boundary Bay–Roberts Bank–Sturgeon Bank                                                       |
| Grand Manan                        | New Brunswick            | 2,50            | 1961       | IBA Archipel de Grand Manan                                                                       |
| Gros-Mécatina                      | Quebec                   | 21,81           | 1996       | IBA Marais de Gros Mécatina                                                                       |
| Hannah Bay                         | Ontario Nunavut          | 295,00          | 1939       | IBA Hannah Bay en IBA East Point                                                                  |
| Harry Gibbons                      | Nunavut                  | 1.224,00        | 1959       | IBA Boas River and Associated Wetlands                                                            |
| Haley Lake                         | Nova Scotia              | 1,00            | 1980       | IBA Nova Scotia South Shore (Port Joli sector)                                                    |
| Île-à-la-Brume                     | Quebec                   | 37,66           | 1925       |                                                                                                   |
| Île-aux-Basques                    | Quebec                   | 8,53            | 1927       | IBA Île aux Basques et les Razades                                                                |
| Île aux Canes                      | Newfoundland en Labrador | 1,50            | 1991       | IBA Green Island, IBA Bell Island South Coast                                                     |
| Île-aux-Hérons                     | Quebec                   | 6,21            | 1937       | IBA Trekvogelreservaat l'Île aux Hérons                                                           |
| Île-Bonaventure-et-du-Rocher-Percé | Quebec                   | 12,95           | 1919       | overlappend met het Nationaal Park Île-Bonaventure-et-du-Rocher-Percé IBA Île Bonaventure         |
| Île-Carillon                       | Quebec                   | 4,64            | 1931       |                                                                                                   |
| Île du Corossol                    | Quebec                   | 3,66            | 1937       | IBA Île du Corossol                                                                               |
| Îles-de-la-Couvée                  | Quebec                   | 0,15            | 1996       | IBA Îles de la Couvee                                                                             |
| Îles-de-la-Paix                    | Quebec                   | 7,55            | 1972       | overlappend met het Îles de la Paix National Wildlife Area IBA Lac Saint-Louis et Îles de la Paix |
| Îles-Sainte-Marie                  | Quebec                   | 39,90           | 1925       | IBA Îles Sainte-Marie                                                                             |
| Indian Head                        | Saskatchewan             | 0,32            | 1924       |                                                                                                   |
| Inglewood                          | Alberta                  | 16,00           | 1968       |                                                                                                   |
| Inkerman                           | New Brunswick            | 0,15            | 1998       | IBA Pointe aux Rats Musques Heronry                                                               |
| Isle-Verte                         | Quebec                   | 2,57            | 1986       | overlappend met het Isle Verte Bay National Wildlife Reserve IBA Marais de la Baie de Isle-Verte  |
| Kendall Island                     | Northwest Territories    | 609,00          | 1961       | IBA Mackenzie River Delta                                                                         |
| Kentville                          | Nova Scotia              | 2,00            | 1980       |                                                                                                   |
| L'Islet                            | Quebec                   | 0,59            | 1986       | IBA L'Islet                                                                                       |
| Last Mountain Lake                 | Saskatchewan             | 47,36           | 1887       | overlappend met het Last Mountain Lake National Wildlife Area IBA Last Mountain Lake              |
| Lenore Lake                        | Saskatchewan             | 88,30           | 1925       | IBA Lake Lenore                                                                                   |
| Machias Seal Island                | New Brunswick            | 6,22            | 1944       | IBA Machias Seal Island                                                                           |
| McConnell River                    | Nunavut                  | 334,00          | 1960       | IBA McConnell River                                                                               |
| Mississippi Lake                   | Ontario                  | 4,30            | 1959       | overlappend met het Mississippi Lake National Wildlife Area                                       |
| Mont-Saint-Hilaire                 | Quebec                   | 10,04           | 1960       | overlappend met het Réserve naturelle Gault-de-l'Université-McGill                                |
| Montmagny                          | Quebec                   | 1,22            | 1986       | IBA Montmagny                                                                                     |
| Moose River                        | Ontario                  | 14,57           | 1958       | IBA Moose River Estuary                                                                           |
| Murray Lake                        | Saskatchewan             | 11,65           | 1948       |                                                                                                   |
| Nechako River                      | Brits-Columbia           | 1,80            | 1944       | IBA Nechako River                                                                                 |
| Neely Lake                         | Saskatchewan             | 8,09            | 1952       |                                                                                                   |
| Nicolet                            | Quebec                   | 30,01           | 1982       | Onderdeel van de Ramsarlocatie lac Saint-Pierre IBA Nicolet et Baie-du-Fèbvre                     |
| Old Wives Lake                     | Saskatchewan             | 260,60          | 1925       | IBA Old Wives – Frederick Lakes RRORHO Chaplin/Old Wives/Reed Lakes                               |
| Opuntia Lake                       | Saskatchewan             | 13,95           | 1952       |                                                                                                   |
| Philipsburg                        | Quebec                   | 5,42            | 1955       | IBA Philipsburg                                                                                   |
| Port Hebert                        | Nova Scotia              | 3,50            | 1941       | IBA Nova Scotia South Shore (Port Joli sector)                                                    |
| Port Joli                          | Nova Scotia              | 2,80            | 1941       | IBA Nova Scotia South Shore (Port Joli sector)                                                    |
| Prince Leopold Island              | Nunavut                  | 311,00          | 1992       | IBA Prince Leopold Island                                                                         |
| Queen Maud Gulf                    | Nunavut                  | 61.765,00       | 1961       | IBA Queen Maud Gulf                                                                               |
| Red Deer                           | Alberta                  | 1,30            | 1924       |                                                                                                   |
| Redberry Lake                      | Saskatchewan             | 63,95           | 1925       | IBA Redberry Lake                                                                                 |
| Richardson Lake                    | Alberta                  | 127,05          | 1949       |                                                                                                   |
| Rideau                             | Ontario                  | 8,09            | 1957       |                                                                                                   |
| Rochers-aux-Oiseaux                | Quebec                   | 6,48            | 1919       | IBA Rochers-aux-Oiseaux                                                                           |
| Sable Island                       | Nova Scotia              | 23,50           | 1977       | IBA Sable Island                                                                                  |
| Sable River                        | Nova Scotia              | 2,60            | 1941       | IBA Nova Scotia South Shore (Port Joli sector)                                                    |
| Saint-Augustin                     | Quebec                   | 49,15           | 1925       | IBA Trekvogelreservaat Saint-Augustin                                                             |
| Saint-Omer                         | Quebec                   | 0,65            | 1986       |                                                                                                   |
| Saint-Vallier                      | Quebec                   | 3,62            | 1986       | IBA Saint-Vallier                                                                                 |
| Saskatoon Lake                     | Alberta                  | 11,35           | 1948       | IBA Grande Prairie                                                                                |
| Scent Grass Lake                   | Saskatchewan             | 6,33            | 1948       |                                                                                                   |
| Senneville                         | Quebec                   | 5,68            | 1936       |                                                                                                   |
| Seymour Island                     | Nunavut                  | 28,00           | 1975       | IBA Seymour Island                                                                                |
| Shepherd Island                    | Newfoundland en Labrador | 0,16            | 1991       | IBA Bell Island South Coast                                                                       |
| Shoal Harbour                      | Brits-Columbia           | 1,50            | 1931       |                                                                                                   |
| St. Joseph's Island                | Ontario                  | 9,40            | 1951       |                                                                                                   |
| Sutherland                         | Saskatchewan             | 1,30            | 1924       |                                                                                                   |
| Terra Nova                         | Newfoundland en Labrador | 8,70            | 1967       |                                                                                                   |
| Trois-Saumons                      | Quebec                   | 2,24            | 1986       |                                                                                                   |
| Upper Canada                       | Ontario                  | 26,63           | 1961       |                                                                                                   |
| Upper Rousay Lake                  | Saskatchewan             | 5,18            | 1948       |                                                                                                   |
| Val Marie Reservoir                | Saskatchewan             | 5,05            | 1948       |                                                                                                   |
| Vaseux Lake                        | Brits-Columbia           | 2,82            | 1923       | overlappend met het Vaseux-Bighorn National Wildlife Area IBA Vaseux Lake                         |
| Wascana Lake                       | Saskatchewan             | 10,4            | 1956       |                                                                                                   |
| Victoria Harbour                   | Brits-Columbia           | 17,00           | 1923       |                                                                                                   |
| Watshishou                         | Quebec                   | 117,40          | 1925       | overlappend met het Nationaal Park Mingan Archipelago IBA Watshishou                              |